# Сами аль-Хусаини
Сами Мохамед Сайед аль-Хусаини (араб. سامي الحسيني‎; род. 29 сентября 1989, Манама) — бахрейнский футболист, нападающий клуба «Ист Риффа» и национальной сборной Бахрейна. Участник Кубка Азии 2015 и 2019 годов.

## Клубная карьера
Начал карьеру в сезоне 2010/11 в стане команды «Ист Риффа», выступавшей во втором по силе дивизионе Бахрейна. С 2011 по 2015 год являлся игроком клуба «Бусайтин». Вместе с командой побеждал в чемпионате Бахрейна. В сезоне 2012/13 стал лучшим бомбардиром чемпионата, забив по ходу турнира 17 мячей. Летом 2015 года вернулся в «Ист Риффа».

## Карьера в сборной
В составе национальной сборной Бахрейна дебютировал 11 апреля 2011 года в товарищеском матче против Кувейта (1:0). Вызывался в стан команды для участия в Кубке Азии в 2015 и 2019 годах. Победитель Панарабских игр 2011 года. Участвовал в чемпионате Федерации футбола Западной Азии.

## Достижения
«Бусайтин»
- Чемпион Бахрейна: 2012/13
- Бронзовый призёр чемпионата Бахрейна: 2011/12
- Лучший бомбардир чемпионата Бахрейна: 2012/13